# Список графов де Понтье

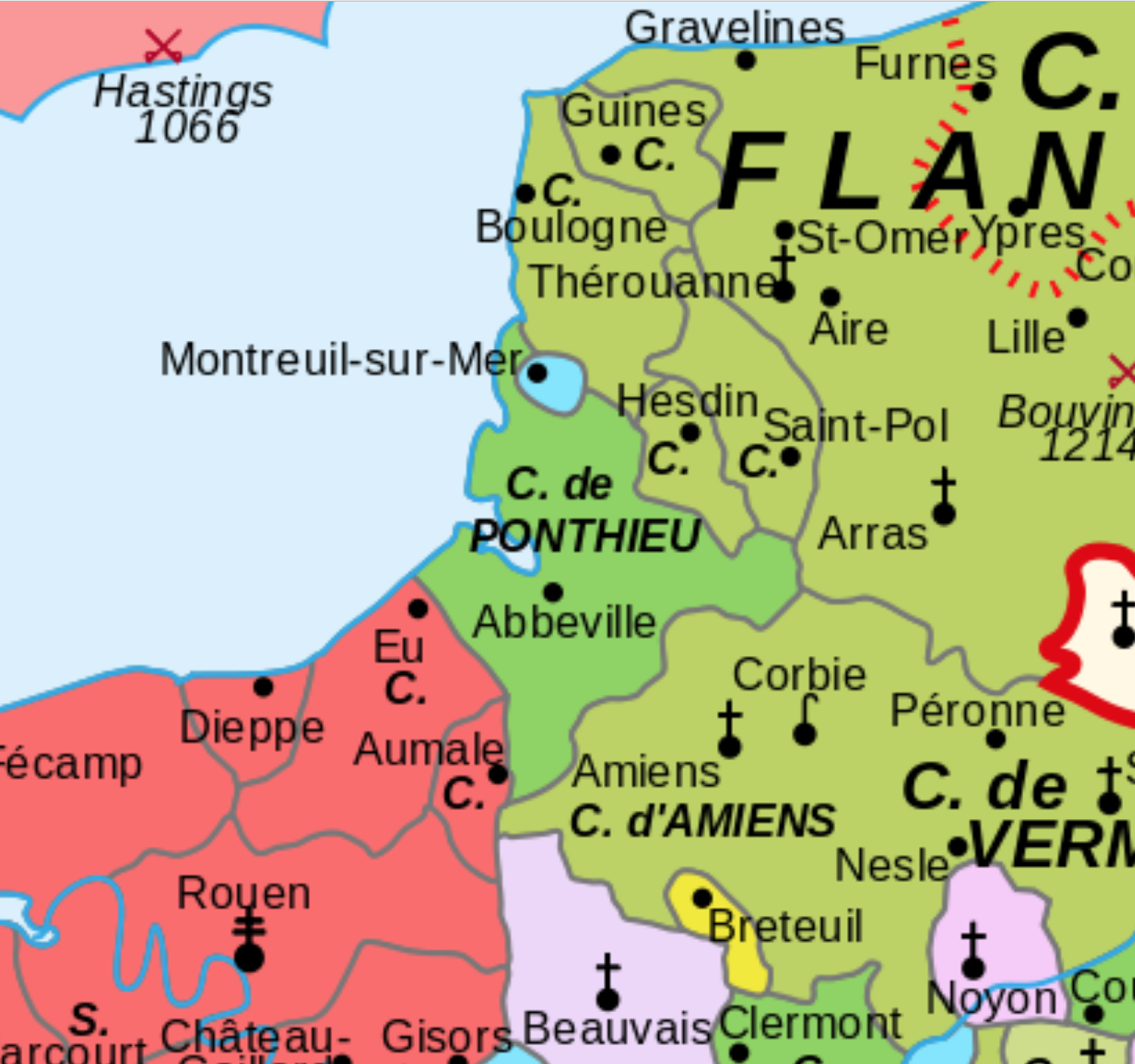
Графство Понтье в 1180 году

Список графов де Понтье (Понтьё)

## Графы при Каролингах
Прообразом будущего графства Понтье стала марка, созданная для защиты Пикардии от набегов викингов. Первые владельцы именовались герцогами приморских земель, управляли Понтье и аббатством Сен-Рикье, при этом они не носили титула графов Понтье.
- Ангильберт (около 750—18 февраля 814), герцог приморских земель, настоятель аббатства Сен-Рикье, советник короля Пипина Итальянского.
- Нитхард (около 790 — ок. 845), сын предыдущего.
- Рудольф (Рауль) I († 866), граф Сенса, граф де Труа с 858, светский аббат Жюмьежа и Сен-Рикье с 853, сын Вельфа I, брат императрицы Юдифи (Юдит) Баварской.

## Наследные графы

### Дом д’Аббевиль
- 980—1000: Гуго (Юг) I д’Аббевиль († 1026), светский аббат де Сен-Рикье, шателен д’Аббевиль, позже сеньор де Понтье
- 1000—1048: Ангерран I (995 † 1048), граф де Понтье, сын предыдущего.
- 1048—1052: Гуго (Юг) II (1014 † 1052), граф де Понтье, сын предыдущего.
- 1052—1053: Ангерран II (1033 † 1053), граф де Понтье и сеньор д’Омаль, сын предыдущего.
- 1053—1100: Ги I (1035 † 1100), граф де Понтье, брат предыдущего.

### Дом Монтгомери
- 1100—1106/10: Робер II де Беллем, сеньор де Беллем (до 1113), сеньор д’Алансон
- 1106/10—1126: Гильом I де Понтье, называемый Гильом III Талвас (1095 † 1171), граф д’Алансон
- 1126—1147: Ги II де Понтье (1115 † 1147), граф де Понтье, сын предыдущего, умер раньше отца.

- 1147—1191: Жан I (1141 † 1191), граф де Понтье, сын предыдущего

Герб, который он берёт себе, идентичен гербу герцогов Бургундских, его двоюродных братьев с материнской стороны.
- 1191—1221 : Гильом II де Понтье, называемый Гильом IV Талвас (1177 † 1221)

### Дом де Даммартен
1221—1237: Симон де Даммартен (1180 † 1239), граф д’Омаль и де Понтье.
1239—1278: Жанна де Даммартен (1220 † 1278), графиня д’Омаль и де Понтье, дочь предыдущего

### Кастильский дом
- 1239—1252: Фердинанд I, король Кастилии
- 1278—1290: Элеонора Кастильская, (1241 † 1290), дочь предыдущего, инфанта Кастилии, графиня де Монтрей и де Понтье. В 1254 вышла замуж за Эдуарда I Плантагенета

### Плантагенеты
- 1278—1290: Эдуард I (1239 † 1307), король Англии, герцог Аквитании и граф де Понтье
- 1290—1327: Эдуард II (1284 † 1327), король Англии, герцог Аквитании и граф де Понтье, сын предыдущего
- 1327—1336: Эдуард III (1312 † 1377), король Англии, герцог Аквитании и граф де Понтье, сын предыдущего

В 1336 году французский король Филипп VI Валуа конфисковал Понтье.

## В составе королевского домена
- 1351—1360 : Жак I де Бурбон (1319 † 1362), граф де Ла Марш и де Понтье.

В 1360, по договору Бретиньи Понтье переходит к Англии.
- 1360—1369: Эдуард III, король Англии.

В 1369 король Карл V Французский отвоевывает графство и вновь присоединяет его к королевскому домену.
С 1417 по 1430 графство Понтье занято англичанами:
- 1417—1422: Генрих V, король Англии
- 1422—1430: Генрих VI, король Англии

С 1435 по 1477 графство передано герцогам Бургундским:
- 1435—1467: Филипп III Добрый
- 1467—1477: Карл Смелый

## Графы на правахапанажа
Понтье было даровано на правах апанажа следующим лицам:
- 1583—1619: Диана де Валуа (1538—1619), внебрачная дочь Генриха II, короля Франции.
- 1619—1650: Карл де Валуа (1573—1650), герцог Ангулемский, внебрачный сын короля Карла IX
- 1650—1653: Луи Эммануэль (1593—1653), герцог Ангулемский, граф Понтье, сын предыдущего
- 1653—1690: Мария Франсуаза (1632—1696), герцогиня Ангулемская и графиня Понтье

Так как наследников у Марии Франсуазы не было, после её смерти все владения отошли к короне.